# عصب قوقعي
العصب القوقعي (بالإنجليزية: Cochlear nerve)‏ (يعرف أيضاً بالعصب السمعي) هو أحد اجزاء العصب الدهليزي القوقعي المكون من جزئين، حيث أنه عصب قحفي موجود في السلى. يعمل هذا العصب على نقل المعلومات الحسية السمعية من قوقعة الأذن الداخلية مباشرة إلى الدماغ. بينما الجزء الآخر من العصب الدهليزي القوقعي وهو العصب الدهليزي، والذي ينقل معلومات التوجيه المكاني إلى الدماغ من القنوات الهلالية، والمسؤول عن التوازن في الجسم.

## التشريح والعلاقات
من حيث التشريح، فإن الألياف العصبية السمعية هي إما ثنائية القُطب أو أحادية القُطب، يسمى إسقاطها البعيد بِزائدة العصب الطرفية التي يشار اليها أحياناً بِاسم التغصنات، على الرغم من أن هذا المصطلح غير دقيق إلى حد ما. على عكس التغصنات النموذجية. بينما يسمى إسقاطها القريب بالمحور العصبي؛ يُعرف هذان الإسقاطان أيضًا باسم "محور عصبي طرفي" و"محور عصبي مركزي". تولد الزوائد العصبية جهود فعل، حيث أنها موجات تنتقل بالقفز من منطقة إلى مجاورتها على طول الغشاء الخلوي عبر جسم الخلية وتستمر في الانتشار على طول محورها العصبي. في هذا الصدد، تعتبر الألياف العصبية السمعية غير عادية إلى حد ما في أن جهود الفعل تمر عبر الخلية نفسها وليسَ بالقفز عنها. كل من محور العصب وزائدة العصب الطرفية مغطى بالميالين.
في البشر، يوجد بمتوسط 30000 من الألياف العصبية داخل العصب القوقعي. يختلف عدد الألياف اختلافًا كبيرًا عبر الأنواع، على سبيل المثال: القط المنزلي، لديه ما يعادل 50000 من الألياف. تشكل المحاور الطرفية للألياف العصبية السمعية روابط مع خلايا الشعر في القوقعة عبر المشابك الشريطية باستخدام الناقل العصبي حمض الجلوتاميك (الغلوتامات). تشكل المحاور المركزية اتصالات متشابكة مع الخلايا في نواة القوقعة في جذع الدماغ.
تقع أجسام خلايا العصب القوقعي داخل القوقعة وتشكل مجتمعة العقدة الحلزونية، التي سميت بالحلزونية بسبب الشكل الذي تشترك فيه مع القوقعة. تخرج هذه المحاور المركزية من القوقعة من قاعدتها وتشكل جذعًا عصبيًا يبلغ طوله عند البشر تقريبًا بوصة واحدة. ينتقل هذا بالتوازي مع الأعصاب الدهليزية عبر القناة السمعية الداخلية، والتي من خلالها يتصل بجذع الدماغ. وفي تلكَ المنطقة تتشابك أليافه مع أجسام خلايا نواة القوقعة.

## أنواع الخلايا العصبية
في الثدييات، تُصنف ألياف القوقعة العصبية على أنها إما من النوع الأول أو النوع الثاني:
- النوع الأول يُشكل 90-95% من الخلايا العصبية وتعصب خلايا الشعر الداخلية. لديهم أقطار كبيرة نسبيًا، ويعتبروا من ثنائية القُطب، ومغطيين بالميالين كل محوار (مفرد محاور) من النوع الأول يعصب خلية شعر داخلية واحدة فقط، لكن كل خلية شعر داخلية تعصب بما يصل إلى 30 من الألياف العصبية، اعتمادًا على الأنواع والموقع داخل القوقعة.
- النوع الثاني يُشكل 5-10% من الخلايا العصبية المتبقية وتعصب خلايا الشعر الخارجية. لها أقطار صغيرة نسبيًا، وتعتبر من أحادية القُطب وبالعادة لا يكونوا مغمدين بطبقة الميالين.

## عقدة نووية قوقعية
في الثدييات، تنتهي المحاور من كل عصب قوقعي في العقدة النووية القوقعية الموجود بنفس الجانب مع نقي نخاع العظم في الدماغ. نواة القوقعة هي "محطة الترحيل" الأولى للنظام السمعي المركزي وتتلقى بشكل أساسي مدخلات واردة مماثلة.

### المكونات الثلاثة الرئيسية للعقدة النووية القوقعية هم
- نواة القوقعة الظهرية.
- نواة قوقعة الأذن المركزية.
- نواة قوقعة الأذن الوسطى.

كل نوى من هذه الأنوية الثلاث منظمة نسبيًا. حيث تعود المحاور الموجودة في المنطقة ذات التردد المنخفض في القوقعة للجزء البطني من نواة القوقعة الظهرية والأجزاء البطنية الجانبية من نواة القوقعة الأمامية البطنية. في حين أنَ المحاور الموجودة في المنطقة ذات التردد العالي في القوقعة تعود للجزء الظهري من نواة القوقعة الأمامية والأجزاء الظهرية العلوية من نواة القوقعة الظهرية. بينما يهدف مشروع المحاور من منطقة التردد المتوسط إلى أهداف وسيطة، مثل أن يُحتَفظ بالتنظير اللوني بين القوقعة ونوى القوقعة.

## صور إضافية

تشريح الأذن.
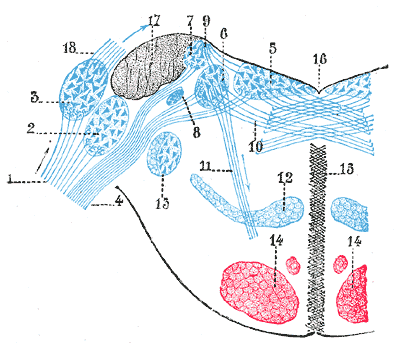
النوى الطرفية للعصب الدهليزي مع وصلاتها العلوية.
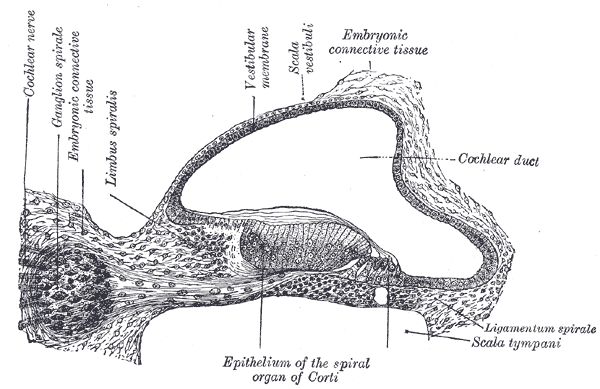
مقطع عرضي للقناة القوقعة لجنين قط.
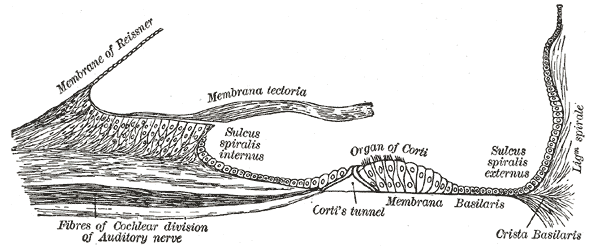
أرضية القناة القوقعة.
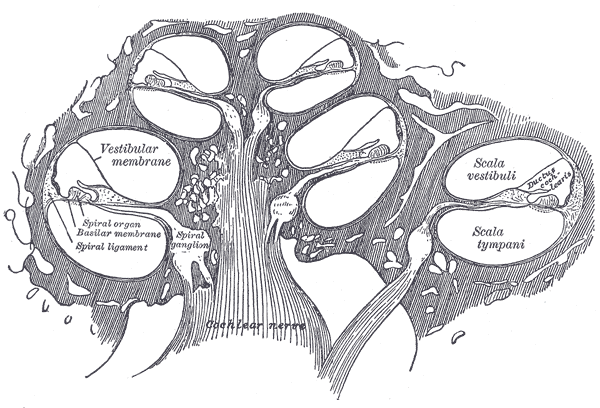
المقطع الطولي التخطيطي من القوقعة.
جهاز كورتي.